# Elaeocarpus capuronii
Elaeocarpus capuronii är en tvåhjärtbladig växtart som beskrevs av C. Tirel. Elaeocarpus capuronii ingår i släktet Elaeocarpus och familjen Elaeocarpaceae. Inga underarter finns listade i Catalogue of Life.